# 波希米亚林山麓施瓦岑贝格
波希米亚林山麓施瓦岑贝格是奥地利上奥地利州罗尔巴赫县的一个市镇。总面积27平方公里，总人口700人，人口密度25.9人/平方公里（2005年）。